# Tropaeolum warmingianum
Tropaeolum warmingianum är en krasseväxtart. Tropaeolum warmingianum ingår i släktet krassar, och familjen krasseväxter.

## Underarter
Arten delas in i följande underarter:
- T. w. occidentale
- T. w. warmingianum
- T. w. glaziovii